# Tour Down Under 2003
| Erster           | Mikel Astarloza       | 17:17:45 h   |
| Zweiter          | Lennie Kristensen     | gleiche Zeit |
| Dritter          | Stuart O’Grady        | + 0:04 min   |
| Vierter          | Giampaolo Caruso      | gleiche Zeit |
| Fünfter          | Paolo Lanfranchi      | + 0:06       |
| Sechster         | Xavier Florencio      | + 0:07 min   |
| Siebter          | Patrick Jonker        | + 0:09 min   |
| Achter           | David Cañada          | + 0:13 min   |
| Neunter          | Steffen Wesemann      | + 0:15 min   |
| Zehnter          | Cadel Evans           | gleiche Zeit |
| Sprintwertung    | Andrea Tafi           | 34 P.        |
| Zweiter          | Baden Cooke           | 22 P.        |
| Dritter          | Jaan Kirsipuu         | 16 P.        |
| Bergwertung      | Cadel Evans           | 44 P.        |
| Zweiter          | Lennie Kristensen     | 44 P.        |
| Dritter          | Paolo Lanfranchi      | 36 P.        |
| Nachwuchswertung | Gene Bates            | 17:18:30 h   |
| Zweiter          | Dirk Reichl           | + 6:56 min   |
| Dritter          | Brendan Cato          | + 11:30 min  |
| Teamwertung      | ONCE-Eroski           | 51:54:22 h   |
| Zweiter          | Team Deutsche Telekom | + 0:12 min   |
| Dritter          | Ag2r Prévoyance       | + 0:18 min   |

Die 5. Tour Down Under (offiziell: Jacob's Creek Tour Down Under) fand vom 21. bis 26. Januar 2003 statt und damit eine Woche später als gewöhnlich. Das Radrennen bestand aus sechs Etappen, begann in der südaustralischen Hauptstadt Adelaide und endete ebenda. Die Gesamtdistanz des Etappenrennens betrug 735 Kilometer und somit 2 Kilometer mehr als im Vorjahr. Die Tour Down Under war in die UCI-Kategorie 2.3 eingestuft.

## Die Teilnehmer
Die veranstaltende südaustralische Tourismuskommission lud in diesem Jahr zwei australische Mannschaften ein, und zwar United Water und die University of South Australia, die eine australische Nationalauswahl an den Start brachte. Insgesamt standen wie in den Vorjahren zwölf Radsportteams am Start, wobei zum Beispiel mit dem Team Deutsche Telekom, Ag2r Prévoyance, Crédit Agricole, Quick Step - Davitamon und Saeco oder auch ONCE-Eroski einige der namhaftesten Teams der Welt eingeladen wurden. Insgesamt nahmen neun Mannschaften teil, die auch schon im Vorjahr partizipiert hatten. Jedes Team umfasste acht Fahrer, wobei Quickstep und ONCE nur sieben Profis nominierten.
Als favorisiert auf den Gesamtsieg galten im Vorfeld einmal mehr die australischen Fahrer, die sich mitten in ihrer Saison befanden, während die europäischen Profis die Rundfahrt vor allem zur Vorbereitung auf die im März beginnende Saison nutzten. Auf der Startliste standen unter anderem Vorjahressieger Michael Rogers (Quick Step - Davitamon), Stuart O’Grady (Crédit Agricole), zweimaliger Sieger des Rennens, oder Cadel Evans, 2002 Gewinner der Bergwertung. Als Favoriten in den zu erwartenden Massensprints wurden Robbie McEwen von Lotto-Domo, Graeme Brown von Ceramiche Panaria-Fiordo oder Baden Cooke (FDJeux.com) angesehen. Aber auch ausländischen Fahrern wie Steffen Wesemann (Team Telekom), der in den Vorjahren immer wieder unter den besten Zehn in der Gesamtwertung zu finden gewesen war, und dessen Teamkollegen Bobby Julich wurden vor Beginn der Austragung gute Chancen auf eine vordere Platzierung eingeräumt. Als weitere Kandidaten auf einen Sprintsieg waren der Este Jaan Kirsipuu von AG2R Prévoyance, der Italiener Luca Paolini (Quick Step - Davitamon) oder der Neuseeländer Julian Dean (Team CSC) zu beachten.
| FDJeux.com AG2R Prévoyance Crédit Agricole | Quick Step - Davitamon Lotto-Domo Saeco | Ceramiche Panaria-Fiordo United Water UniSA | ONCE-Eroski Team Deutsche Telekom CSC |

## Die Etappen
Als Höhepunkt des einwöchigen Rad-Festes Festival of Cycling in Adelaide wurde die Tour Down Under durch die Provinz Südaustralien zum fünften Mal nach 1999 ausgefahren. Die sechs Etappen lange Rundfahrt startete nach zwei Jahren wieder in der Provinzhauptstadt Adelaide und endete wie schon bei ihren vorherigen Auflagen in derselben. Der Streckenverlauf war zeitweise an der Ausgabe des vergangenen Jahres angelehnt, mit dem Start in Adelaide oder der Verlegung der Etappe rund um Willunga auf den fünften Tag waren aber auch einige Änderungen an der Route vorgenommen worden.

### 1. Etappe, East End Adelaide Street Race
Die Tour Down Under 2003 startete mit einem Rundstreckenrennen über 50 Kilometer, bestehend aus einer 25 Mal zu absolvierenden zwei Kilometer langen Runde im Adelaider "East End". Kurz nach dem Start bildete sich eine siebenköpfige Ausreißergruppe um den Italiener Fabio Sacchi von Saeco, welcher im Vorjahr für drei Etappen das Gelbe Trikot getragen hatte, die sich aber nie über 40 Sekunden an Vorsprung erarbeiten konnte und schließlich wieder eingeholt wurde. Im erwarteten Massensprint setzte sich der Australier Graeme Brown (Ceramiche Panaria-Fiordo) vor 55.000 Zuschauern durch, doch durch einen Jury-Entscheid wurde Brown wenig später wegen des Verlassens seiner Fahrlinie relegiert und auf den letzten Platz gesetzt. Stattdessen wurde dem Zweitplatzierten Baden Cooke der Sieg zugesprochen.
|    | Fahrer        | Nation     | Team                   | Zeit         |
| -- | ------------- | ---------- | ---------------------- | ------------ |
| 1. | Baden Cooke   | Australien | FDJeux.com             | 1:02:20 h    |
| 2. | Robbie McEwen | Australien | Lotto-Domo             | gleiche Zeit |
| 3. | Luca Paolini  | Italien    | Quick Step - Davitamon | gleiche Zeit |
| 4. | Julian Dean   | Neuseeland | Crédit Agricole        | gleiche Zeit |
| 5. | Allan Davis   | Australien | ONCE-Eroski            | gleiche Zeit |

### 2. Etappe, Jacob's Creek - Kapunda
Der zweite Tagesabschnitt führte das Fahrerfeld nach Norden in Richtung der Weinbaugegend Barossa Valley. 35 Kilometer vor dem Ziel der insgesamt 140 Kilometer langen Etappe stand mit dem Mengler's Hill der erste beachtenswerte Anstieg der Rundfahrt auf dem Programm. 45 Kilometer nach dem Start setzte sich Russell Van Hout von der UniSA alleine vom Feld ab und baute seinen Vorsprung auf fast sieben Minuten aus. Später folgte eine Attacke von 3 Fahrern, die bald von acht weiteren Profis verfolgt wurden. 25 Kilometer vor dem Ziel vereinigten sich Van der Hout und die beiden Verfolgergruppen, die nun von 20 weiteren Fahrern, unter anderem Stuart O’Grady und Michael Rogers, gejagt wurden. Aus der Spitzengruppe fielen nach und nach die Hälfte der Mitglieder zurück, darunter auch der Deutsche Steffen Wesemann. 1000 Meter vor dem Zielstrich setzte dann Fabio Sacchi den entscheidenden Angriff und feierte einen Solosieg vor Robbie McEwen, der den Sprint der Verfolger, unter denen auch Mikel Astarloza als Tages-Sechster vertreten war, für sich entscheiden konnte. Die Gruppe um Rogers und O’Grady kam mit 23 Sekunden Rückstand ins Ziel.
|    | Fahrer            | Nation     | Team            | Zeit         |
| -- | ----------------- | ---------- | --------------- | ------------ |
| 1. | Fabio Sacchi      | Italien    | Saeco           | 3:29:16 h    |
| 2. | Robbie McEwen     | Australien | Lotto-Domo      | + 0:14 min   |
| 3. | Cédric Hervé      | Frankreich | Crédit Agricole | gleiche Zeit |
| 4. | Andy Flickinger   | Frankreich | Ag2r Prévoyance | gleiche Zeit |
| 5. | Lennie Kristensen | Danemark   | CSC             | gleiche Zeit |

|    | Fahrer          | Nation     | Team            | Zeit         |
| -- | --------------- | ---------- | --------------- | ------------ |
| 1. | Fabio Sacchi    | Italien    | Saeco           | 4:31:30 h    |
| 2. | Robbie McEwen   | Australien | Lotto-Domo      | + 0:16 min   |
| 3. | Cédric Hervé    | Frankreich | Crédit Agricole | + 0:18 min   |
| 4. | Andy Flickinger | Frankreich | Ag2r Prévoyance | + 0:20 min   |
| 5. | Mikel Astarloza | Spanien    | Ag2r Prévoyance | gleiche Zeit |

### 3. Etappe, Glenelg - Hahndorf
Die dritte Etappe war mit 164 Kilometern der längste Abschnitt der Tour Down Under 2003 und begann in Glenelg, dem Startort der Vorjahre. Von der Küste führte der Weg über die einzige Bergwertung des Tages, den Checker Hill, und zwei Zwischensprints auf einen zweimal zu absolvierenden Rundkurs (jede Runde 10 km) in Hahndorf. Die Ausreißergruppe des Tages umfasste acht Fahrer, sie wurde aber schon eingangs des Rundkurses in Hahndorf wieder vom Feld eingeholt. Ein Angriff von Bergpreis-Leader Russell Van Hout konnte ebenfalls vereitelt werden, sodass es zum Massensprint kam, den Robbie McEwen im Photofinish gegen Graeme Brown gewinnen konnte.
|    | Fahrer         | Nation     | Team                     | Zeit         |
| -- | -------------- | ---------- | ------------------------ | ------------ |
| 1. | Robbie McEwen  | Australien | Lotto-Adecco             | 3:53:04 h    |
| 2. | Graeme Brown   | Australien | Ceramiche Panaria-Fiordo | gleiche Zeit |
| 3. | Stuart O’Grady | Australien | Crédit Agricole          | gleiche Zeit |
| 4. | Allan Davis    | Australien | ONCE-Eroski              | gleiche Zeit |
| 5. | Luca Paolini   | Italien    | Quick Step - Davitamon   | gleiche Zeit |

|    | Fahrer          | Nation     | Team            | Zeit         |
| -- | --------------- | ---------- | --------------- | ------------ |
| 1. | Fabio Sacchi    | Italien    | Saeco           | 8:24:34 h    |
| 2. | Robbie McEwen   | Australien | Lotto-Domo      | + 0:10 min   |
| 3. | Cédric Hervé    | Frankreich | Crédit Agricole | + 0:18 min   |
| 4. | Andy Flickinger | Frankreich | Ag2r Prévoyance | + 0:20 min   |
| 5. | Mikel Astarloza | Spanien    | Ag2r Prévoyance | gleiche Zeit |

### 4. Etappe, Unley - Goolwa
Am vierten Tag führte die Strecke über 144 Kilometer über weitgehend flaches Terrain von Unley nach Goolwa. Zehn Kilometer vor dem Ziel stand mit dem McFarlane Hill noch ein kurzer Anstieg an. Bei bis zu 43 °C Lufttemperatur setzte sich kurz nach dem Start der australische U-23-Zeitfahrmeister Adrian Laidler (UniSA) ab und erarbeitete sich bis zu elf Minuten an Vorsprung. Am zweiten Zwischensprint des Tages sicherte sich Robbie McEwen zwei Bonussekunden und rückte im Gesamtklassement auf acht Sekunden an den Führenden Fabio Sacchi heran. Als noch zwölf Kilometer zu gehen waren, wurde Ausreißer Laidler wieder vom Feld eingeholt. Nach der einzigen Bergwertung des Tages konnten sich zehn Fahrer absetzen, darunter auch Sacchi. Doch 5000 Meter vor dem Ziel wurde auch dieser Angriff vereitelt, sodass es zu einem Massensprint kam, bei dem sich Baden Cooke durchsetzte, während Graeme Brown zum zweiten Mal in Folge Platz zwei vor Stuart O’Grady belegte.
|    | Fahrer            | Nation     | Team                     | Zeit         |
| -- | ----------------- | ---------- | ------------------------ | ------------ |
| 1. | Baden Cooke       | Australien | Française Des Jeux       | 3:33:59 h    |
| 2. | Graeme Brown      | Australien | Ceramiche Panaria-Fiordo | gleiche Zeit |
| 3. | Stuart O’Grady    | Australien | Crédit Agricole          | gleiche Zeit |
| 4. | Robbie McEwen     | Australien | Lotto-Domo               | gleiche Zeit |
| 5. | Ashley Hutchinson | Australien | United Water             | gleiche Zeit |

|    | Fahrer          | Nation     | Team            | Zeit       |
| -- | --------------- | ---------- | --------------- | ---------- |
| 1. | Fabio Sacchi    | Italien    | Saeco           | 11:58:33 h |
| 2. | Robbie McEwen   | Australien | Lotto-Domo      | + 0:08 min |
| 3. | Andy Flickinger | Frankreich | Ag2r Prévoyance | + 0:17 min |
| 4. | Cédric Hervé    | Frankreich | Crédit Agricole | + 0:18 min |
| 5. | Mikel Astarloza | Spanien    | Ag2r Prévoyance | + 0:20 min |

### 5. Etappe, Willunga - Willunga
Die vorletzte Etappe des Rennens führte traditionell um den Ort Willunga im Süden Adelaides herum, wurde in diesem Jahr aber nicht mehr am dritten Tag der Rundfahrt ausgetragen. Zuerst standen drei jeweils vierzig Kilometer lange Runden an, dann wurde eine 20 Kilometer lange Runde befahren, die nach der Hälfte über den schwierigsten Anstieg der gesamten Rundfahrt, den Willunga Hill führte. Zehntausend Meter danach folgte die Ziellinie. Direkt nach dem Start erfolgten einige Attacken, doch nur Andrea Tafi von
CSC und Nicolas Portal (Ag2r Prévoyance) konnten sich schließlich absetzen. Nachdem vierzig Kilometer absolviert waren, gab der bis dahin in der Gesamtwertung Zweitplatzierte Robbie McEwen wegen Kniebeschwerden das Rennen auf. Bei bis zu 44 °C Lufttemperatur konnte sich das Ausreißerduo in der Folge fast fünf Minuten an Vorsprung herausfahren. Tafi entschied die beiden Zwischensprints des Tages für sich und kletterte damit an die Spitze der Punktewertung. Am Beginn des Willunga Hill wurden Tafi und Portal dann aber eingeholt, während Cadel Evans den Gipfel des Hügels als Erster passierte und damit das Trikot des Bergbesten eroberte. Danach bildete sich eine zehnköpfige Spitzengruppe, aus der 3000 Meter vor dem Ziel der Italiener Giampaolo Caruso angriff und eine knappe Radlänge an Vorsprung vor den heransprintenden Verfolgern um Steffen Wesemann über den Zielstrich retten konnte. Da das Gelbe Trikot Fabio Sacchi nicht in der Spitzengruppe vertreten gewesen war, eroberte der Spanier Mikel Astarloza die Gesamtführung.
|    | Fahrer            | Nation      | Team                     | Zeit         |
| -- | ----------------- | ----------- | ------------------------ | ------------ |
| 1. | Giampaolo Caruso  | Italien     | ONCE-Eroski              | 3:26:43 h    |
| 2. | Steffen Wesemann  | Deutschland | Team Deutsche Telekom    | gleiche Zeit |
| 3. | Paolo Lanfranchi  | Italien     | Ceramiche Panaria-Fiordo | gleiche Zeit |
| 4. | Stuart O’Grady    | Russland    | Crédit Agricole          | gleiche Zeit |
| 5. | Lennie Kristensen | Danemark    | CSC                      | gleiche Zeit |

|    | Fahrer            | Nation   | Team            | Zeit         |
| -- | ----------------- | -------- | --------------- | ------------ |
| 1. | Mikel Astarloza   | Spanien  | Ag2r Prévoyance | 15:25:36 h   |
| 2. | Lennie Kristensen | Danemark | CSC             | gleiche Zeit |
| 3. | Giampaolo Caruso  | Italien  | ONCE-Eroski     | + 0:04 min   |
| 4. | Stuart O’Grady    | Russland | Crédit Agricole | + 0:05 min   |
| 5. | Xavier Florencio  | Spanien  | ONCE-Eroski     | + 0:07 min   |

### 6. Etappe, Adelaide City Council circuit
Zum Abschluss der Tour Down Under 2003 stand wie in den vorherigen Jahren ein 90 Kilometer langer Rundkurs auf dem Programm (20 Runden à 4,5 Kilometer). Vor 60.000 Zuschauern erreichte das geschlossene Feld den ersten Zwischensprint, an dem die beiden Ag2r-Fahrer Jaan Kirsipuu und Erki Pütsep den Australier Stuart O’Grady auf Platz drei verwiesen, der so nur eine Bonussekunde auf den Gesamtführenden Mikel Astarloza gutmachen konnte. Danach konnte sich kurzfristig ein zwölf Mann starke Gruppe um den früheren Gesamtführenden Fabio Sacchi vom Feld lösen, wurde aber kurz darauf wieder eingeholt. Am zweiten Zwischensprint waren es erneut Kirsipuu sowie Teamkollege Mark Scanlon, die die Bonussekunden eroberten, während O’Grady leer ausging. Im abschließenden Massensprint sicherte sich Graeme Brown nach zwei zweiten Plätzen und einem aberkannten ersten Platz seinen ersten Etappensieg bei der Tour Down Under 2003, während Mikel Astarloza das Gelbe Trikot vor dem zeitgleichen Dänen Lennie Kristensen ins Ziel brachte.
|    | Fahrer         | Nation     | Team                     | Zeit         |
| -- | -------------- | ---------- | ------------------------ | ------------ |
| 1. | Graeme Brown   | Australien | Ceramiche Panaria-Fiordo | 1:52:09 h    |
| 2. | Baden Cooke    | Australien | Française Des Jeux       | gleiche Zeit |
| 3. | Jaan Kirsipuu  | Estland    | Ag2r Prévoyance          | gleiche Zeit |
| 4. | Stuart O’Grady | Russland   | Crédit Agricole          | gleiche Zeit |
| 5. | Tom Boonen     | Belgien    | Quick Step - Davitamon   | gleiche Zeit |

|    | Fahrer            | Nation   | Team                     | Zeit         |
| -- | ----------------- | -------- | ------------------------ | ------------ |
| 1. | Mikel Astarloza   | Spanien  | Ag2r Prévoyance          | 17:17:45 h   |
| 2. | Lennie Kristensen | Danemark | CSC                      | gleiche Zeit |
| 3. | Stuart O’Grady    | Russland | Crédit Agricole          | + 0:04 min   |
| 4. | Giampaolo Caruso  | Italien  | ONCE-Eroski              | gleiche Zeit |
| 5. | Paolo Lanfranchi  | Italien  | Ceramiche Panaria-Fiordo | + 0:06 min   |

## Etappenübersicht
| Etappe    | Datum      | Start–Ziel                    | km  | Etappensieger    | Führender       |
| --------- | ---------- | ----------------------------- | --- | ---------------- | --------------- |
| 1. Etappe | 21. Januar | East End Adelaide Street Race | 50  | Baden Cooke      | Baden Cooke     |
| 2. Etappe | 22. Januar | Jacob's Creek – Kapunda       | 140 | Fabio Sacchi     | Fabio Sacchi    |
| 3. Etappe | 23. Januar | Glenelg - Hahndorf            | 164 | Robbie McEwen    | Fabio Sacchi    |
| 4. Etappe | 24. Januar | Unley – Goolwa                | 144 | Baden Cooke      | Fabio Sacchi    |
| 5. Etappe | 25. Januar | Willunga – Willunga           | 147 | Giampaolo Caruso | Mikel Astarloza |
| 6. Etappe | 26. Januar | Adelaide City Council circuit | 90  | Graeme Brown     | Mikel Astarloza |

## Wertungen
Für die Punktewertungen gab es folgende Punktverteilung:
2 Zwischensprints auf jeder Etappe
1: 6 Punkte, 3 Sekunden Zeitbonifikation
2: 4 Punkte, 2 Sekunden
3: 2 Punkte, 1 Sekunde
Ziel
1: 8 Punkte, 6 Sekunden
2: 6 Punkte, 4 Sekunden
3: 4 Punkte, 2 Sekunden
Bergwertungen
1: 16 Punkte
2: 12 Punkte
3: 8 Punkte
4: 6 Punkte
5: 4 Punkte

### Wertungen im Tourverlauf
Die Tabelle zeigt den Führenden in der jeweiligen Wertung nach der jeweiligen Etappe an.
|           | Gesamtwertung   | Punktewertung | Bergwertung       | Nachwuchswertung | Teamwertung     |
| --------- | --------------- | ------------- | ----------------- | ---------------- | --------------- |
| 1. Etappe | Baden Cooke     | Matt Wilson   | -                 | Dirk Reichl      | United Water    |
| 2. Etappe | Fabio Sacchi    | Fabio Sacchi  | Russell Van Hout  | Gene Bates       | Ag2r Prévoyance |
| 3. Etappe | Fabio Sacchi    | Andrea Tafi   | Lennie Kristensen | Gene Bates       | Ag2r Prévoyance |
| 4. Etappe | Fabio Sacchi    | Robbie McEwen | Lennie Kristensen | Gene Bates       | Ag2r Prévoyance |
| 5. Etappe | Mikel Astarloza | Andrea Tafi   | Cadel Evans       | Gene Bates       | ONCE-Eroski     |
| 6. Etappe | Mikel Astarloza | Andrea Tafi   | Cadel Evans       | Gene Bates       | ONCE-Eroski     |

## Endstand
Erneut waren bei der Tour Down Under die Australier die Hauptakteure. Vor allem in den Sprints dominierten die Einheimischen und machten die jeweiligen Etappensiege unter sich aus. Anders als Im Vorjahr, als Robbie McEwen noch vier Tagesabschnitte für sich hatte entscheiden können, war dieses Mal aber kein einzelner Fahrer in der Lage, konstant Siege einzufahren. Stattdessen wechselten sich Graeme Brown, Baden Cooke und McEwen an der Spitze ab, wobei Brown der Sieg an Tag eins wegen unfairen Sprints aberkannt wurde. Das blaue Trikot des Punktbesten konnte sich aber keiner der drei sichern, wobei McEwen diesen Titel auch aufgrund seiner Aufgabe während der fünften Etappe verpasste. Der Italiener Andrea Tafi profitierte hier von einem Ausreißversuch auf ebendieser Etappe, bei dem er die Punkte an den Zwischensprints erobern konnte. Dafür lag aber ein Australier in der Bergwertung vorne, nämlich Cadel Evans, der diesen Titel verteidigte. Auch die U-23-Wertung entschied mit Gene Bates ein Einheimischer für sich.
Sehr knapp fiel dagegen der Kampf um den Gesamtsieg aus. Am Ende lagen mit dem Spanier Mikel Astarloza und Lennie Kristensen sogar zwei Fahrer zeitgleich an der Spitze, aufgrund der besseren Etappenplatzierungen sicherte sich schließlich Astarloza das Gelbe Trikot. Der zweifache Gewinner der Tour Down Under, Stuart O’Grady, verpasste dagegen am letzten Tag entscheidende Bonussekunden, um noch vorbeizuziehen. Dank seiner Teamkollegen von Ag2r Prévoyance, die O’Grady bei den Zwischensprints vom ersten Rang fernhielten, feierte der Spanier seinen ersten Rundfahrtssieg als Profi, während der Italiener Fabio Sacchi, der zwar wie 2002 das Gelbe Trikot drei Tage lang verteidigen konnte, erneut leer ausging.